# جبنة قاسية
الجبنة القاسية أو الجبن الصلب هو نوع من الجبن ينتج بالتحريك والتصفية المتكررة لمزيج من اللبن الرائب ومصل اللبن. من أمثلتها الجبنة البرمية وجبنة الشدر وغيرهما الكثير.